# Polygala luenensis
Polygala luenensis är en jungfrulinsväxtart som beskrevs av Jorge Américo Rodrigues Paiva. Polygala luenensis ingår i släktet jungfrulinssläktet, och familjen jungfrulinsväxter. Inga underarter finns listade i Catalogue of Life.